# Tu i Teraz (tygodnik)
Tu i Teraz – tygodnik społeczno-polityczny wydawany w latach 1982–1985 w Warszawie, poświęcony literaturze, sztuce i historii.
Redaktorem naczelnym był najpierw Kazimierz Koźniewski, a od roku 1985 Klemens Krzyżagórski. Wśród redaktorów i współpracowników pisma byli m.in.: Jerzy Urban (publikujący pod pseudonimem Jan Rem), Wiesław Władyka, Teresa Krzemień, Adam Schaff, Aleksander Minkowski, Zbigniew Safjan, Zbysław Rykowski i Leszek Żuliński.
Ze względu na swoją linię polityczną pismo zetknęło się z ostracyzmem, na przykład teatry odmawiały biletów, gdy dowiadywały się, jaką redakcję reprezentuje Teresa Krzemień (recenzentka teatralna). Edward Redliński początkowo zadeklarował się jako współpracownik pisma, zanim jednak cokolwiek napisał oświadczył, że nie opublikuje nic aż do końca stanu wojennego. Również w samej redakcji dochodziło do konfliktów. Minkowski i Safjan domagali się wyrzucenia Urbana, którego uważali za główny powód ostracyzmu; był on również krytykowany przez Władykę i Rykowskiego.